# نیل مورفی
نیل مورفی (انگلیسی: Neil Murphy؛ زادهٔ ۱۹ مهٔ ۱۹۸۰) بازیکن فوتبال اهل بریتانیا است.
از باشگاه‌هایی که در آن بازی کرده‌است می‌توان به باشگاه فوتبال آلترینچام، باشگاه فوتبال بلکپول، باشگاه فوتبال لوتون تاون، باشگاه فوتبال لیورپول، باشگاه فوتبال مارین، باشگاه فوتبال کندال تاون، و تیم ملی فوتبال زیر ۱۷ سال انگلستان اشاره کرد.
وی همچنین در تیم ملی فوتبال جوانان انگلستان بازی کرده‌است.